# Rubén Gómez (Fußballspieler, 1956)
Rubén Gómez Cortez (* 16. April 1956 in Ovalle) ist ein ehemaliger chilenischer Fußballspieler. Der Mittelfeldspieler wurde mit dem CD Cobreloa zweimal chilenischer Meister und erreichte zweimal das Finale der Copa Libertadores.

## Karriere
Rubén Gómez, auch Nene genannt, begann seine Profikarriere 1976 bei Deportes Ovalle in der Primera División und wechselte 1977 zum CD Cobreloa. Beim Klub aus der Atacama-Wüste erlebte er seine erfolgreichste Zeit. Bis 1982 lief er für die Zorros del Desierto auf und erzielte in dieser Zeit 55 Tore. Mit Cobreloa gewann Gómez die Meistertitel 1980 und 1982. Auch international sorgte er mit dem Klub aus der Stadt Calama für Überraschungen. Bei der ersten Teilnahme an der Copa Libertadores 1981 erreichte Chiles Meister überraschend das Finale und zog erst im Entscheidungsspiel gegen Brasiliens Topverein Flamengo Rio de Janeiro den Kürzeren. Im Entscheidungsspiel sorgte Zico mit seinen beiden Treffern für den Erfolg der Brasilianer. Bei der Copa Libertadores 1982 kam Cobreloa erneut ins Finale, unterlag dort aber Peñarol Montevideo nach einem torlosen Unentschieden im Rückspiel durch ein Tor in der vorletzten Spielminute.
1985 spielte Gómez für Naval, 1986 für die Rangers de Talca, 1989 für Coquimbo Unido und 1990 erneut für seinen Debütverein Deportes Ovalle. Von 1983 bis 1984 und 1987 bis 1988 gibt es keine Informationen zur Karriere von Gómez.

## Erfolge
Cobreloa
- Chilenischer Meister: 1980, 1982
- Finalist der Copa Libertadores: 1981, 1982